# 川上聖子
川上 聖子（かわかみ さとこ、1988年6月20日 - ）は、長崎県出身の元バスケットボール選手である。ニックネームは「サトコ」。ポジションはガード。

## 来歴
長崎西高から拓殖大学を経て、2011年に新潟アルビレックスBBラビッツ入団。2014年に現役引退。。

## 経歴
- 長崎西高校 - 拓大 - 新潟（2011年〜2014年）

## 参照
1. ↑  “選手引退のお知らせ”. (2014年4月28日)